# Gradiček
Gradiček – wieś w Słowenii, w gminie Ivančna Gorica. W 2018 roku liczyła 34 mieszkańców.